# خسوس ریکو
خسوس ریکو (اسپانیایی: Jesús Rico‎؛ زادهٔ ۱۱ ژانویهٔ ۱۹۵۳) بازیکن فوتبال اهل مکزیک بود.
از باشگاه‌هایی که در آن بازی کرده‌است می‌توان به باشگاه فوتبال اتلتیکو اسپانیول اشاره کرد.
وی همچنین در تیم ملی فوتبال مکزیک بازی کرده‌است.